# Kees Meeuws
Keith Junior Meeuws, detto Kees (pron. [ˈkeɪs ˈmjuːz]; Auckland, 26 luglio 1974), è un ex rugbista a 15 e allenatore di rugby a 15 neozelandese, a lungo pilone delle rappresentative provinciali di Auckland e di Otago.

## Biografia
Figlio di padre olandese emigrato in Nuova Zelanda e di madre maori, Meeuws crebbe ad Auckland, per la cui selezione esordì nel 1996 nel campionato provinciale nazionale.
Nella stagione successiva passò a Otago ed entrò nella franchise degli Highlanders.
Durante il Tri Nations 1998 esordì negli All Blacks a Sydney contro l'Australia, e prese parte un anno più tardi alla Coppa del Mondo di rugby 1999 in Galles dove la Nuova Zelanda giunse quarta.
Nel 2002 Meeuws tornò ad Auckland ed entrò nella franchise dei Blues; con la squadra provinciale vinse il campionato nel 2002, mentre con la franchise si aggiudicò il Super 12 2003; dopo tale vittoria partecipò alla Coppa del Mondo di rugby 2003 in Australia, classificandosi al terzo posto finale, e nel 2004 disputò il suo ultimo incontro internazionale, contro il Sudafrica.
Alla fine dell'anno lasciò la Nuova Zelanda per essere ingaggiato dal Castres, in Francia; l'anno successivo divenne il capitano della squadra; dopo una stagione ad Agen tornò a Castres per il campionato 2007-08, alla fine del quale firmò un contratto biennale con i gallesi Scarlets, formazione di Celtic League.
Dopo una sola stagione, tuttavia, nella quale non fu impiegato per diverso tempo a causa della rottura del tendine di Achille, Meeuws rescisse consensualmente il contratto per poter permettere alla famiglia di tornare in Nuova Zelanda, dove Otago aveva fatto un'offerta al giocatore.
Alla fine della ITM Cup 2011 smise di giocare per diventare allenatore della mischia della prima squadra degli Highlanders in Super Rugby; fu richiamato eccezionalmente in squadra nel prestagione del Super Rugby 2012, allorquando fu necessario un pilone di riserva per un incontro amichevole in quanto tutti gli specialisti del ruolo erano infortunati.
A fine stagione 2013 si ritirò anche dall'allenamento per continuare la sua carriera nel ramo immobiliare.

## Palmarès
- Super Rugby: 1
Blues: 2003
- National Provincial Championship: 3
Auckland: 1996, 2002
Otago: 1998